# Edward Cadogan
Edward Cecil George Cadogan (15 listopada 1880 - 13 września 1962) – brytyjski arystokrata i polityk, młodszy syn George'a Cadogana, 5. hrabiego Cadogan, i lady Beatrix Craven, córki 2. hrabiego Craven, młodszy brat 6. hrabiego Cadogan.
Wykształcenie odebrał w Eton College i w Balliol College w Oksfordzie. Uniwersytet ukończył w 1902 r. z tytuł bakałarza sztuk. W latach 1911–1921 był sekretarzem speakera Izby Gmin, Jamesa Lowthera. Brał udział w I wojnie światowej jako major Ochotników Suffolk. Został wspomniany w rozkazie dziennym. Po wojnie został Sędzią Pokoju County London i rozpoczął praktykę adwokacką. W 1921 r. został odznaczony Krzyżem Towarzyskim Orderu Łaźni.
W 1922 r. wystartował w wyborach do Izby Gmin w okręgu Reading jako reprezentant Partii Konserwatywnej. Wybory wygrał, ale utracił miejsce rok później. W 1924 r. ponownie dostał się do Izby Gmin, tym razem z okręgu Finchley. W latach 1927–1930 był członkiem Indyjskiej Komisji Ustawodawczej. W 1935 r. utracił miejsce w Parlamencie. W Izbie Gmin zasiadał jeszcze w latach 1940–1945, reprezentując okręg Bolton.
Cadogan był również zastępcą Lorda Namiestnika County London, później Wicelordem Namiestnikiem. W 1939 r. został odznaczony Krzyżem Komandorskim Orderu Imperium Brytyjskiego. Podczas II wojny światowej służył w Królewskich Siłach Powietrznych. W 1956 r. został odznaczony irackim orderem Al Rafidain 1 klasy.
Nigdy się nie ożenił i nie pozostawił potomstwa. Zmarł w wieku 82 lat.